# Royal Excelsior Virton
Pour les articles homonymes, voir Excelsior.
Maillots
Actualités
Dernière mise à jour : 2 janvier 2025.
Le Royal Excelsior Virton est un club belge de football fondé en 1922 et situé dans la ville de Virton. Il porte le matricule 200 dans les registres du football belge et évolue en Division 2. C'est sa 58e saison dans les séries nationales belges.

## Histoire
À l'origine, le club est une prolongation du Football Club Saint-Laurent Virton fondé vers 1913-1914, alors rival de l'Union Sportive Virtonaise, fondée vers 1913-1914.
L'Union Sportive Virtonaise portait un maillot Bleu et Blanc tandis que l'Union Saint-Laurent portait des maillots rayés verts et blancs, l'Excelsior lui opta pour le maillot vert à parements blancs, le short blanc et les bas noirs à bords vert et blanc. Plus tard, les bas de couleur firent leur apparition, ils furent d'abord verts et ensuite rouges pendant plusieurs années. La guerre 1914/1918 mit fin à l'organisation des matches mais ne ralentit pas l'ardeur de ces premiers footballeurs.
Après la guerre 1914-1918, le F.C. St-Laurent allait devenir l'Excelsior F.C. Virton tandis que l'Union Sportive, de son côté, fut champion de la province et gagna la coupe du Luxembourg.
Fondé le 14 avril 1922, l'Excelsior ne fut officiellement affilié à l'Union belge de football comme club débutant que le 25 août 1922. Il est admis comme club effectif le 23 juin 1923. Un an plus tard l'Excelsior se voit attitré son premier trophée qu'est la coupe des Ardennes.
En 1925, une agression sur un arbitre entraîna les foudres de la fédération et l'Union fut démembrée. Les meilleurs joueurs rejoignaient les rangs de l'Excelsior. C'était la fin d'une époque et, en réalité, le vrai départ du football virtonnais. Aménagement des terrains de l'Excelsior Football Club Virton. Son premier terrain était situé « au Bosquet » dans une prairie du collège Saint-Joseph.
Il vint ensuite s'installer au « Pré Jacquet » qui était à l'époque un fond marécageux. Le Pré Jacquet fut donc surélevé et drainé. C'est par tombereaux que les terres de remblai furent amenées, principalement de la rue de la Croix-le-Maire, des wagonnets « Decauville » les répartissaient sur toute la surface. Tous les frais de la mise en état ainsi que ceux de la construction des premiers vestiaires en planches furent supportés par Albert Iserentant, Président Fondateur. L'année qui suivit l'Excelsior reçut le numéro matricule 200.
Avant la Seconde Guerre mondiale, trois clubs dominaient le football provincial luxembourgeois : la Jeunesse Arlonaise, la Jeunesse d'Athus et l'Excelsior de Virton. Des trois, Arlon était le plus fort et il revint rarement en divisions provinciales. Athus et Virton alternaient aux places d'honneur. Vinrent cependant s'intercaler dans ce carrousel promotionnaire de Virton, Saint-Louis Marche, Saint-Louis Bouillon, Saint-Louis Athus et Saint-Georges Arlon qui ne monta pas parce que la guerre survint. Les derbies entre les trois grands constituaient des attractions car ils ne se présentaient pas souvent. Les affrontements étaient aussi spectaculaires autour que sur le terrain.
En 1927, l'Excelsior remporte le championnat de Provinciale devant Athus et accède pour la première fois à la Promotion. Puis l'Excelsior connut des heures difficiles avec des montées et descentes de Provinciale en Nationale. 5 années plus tard l'Excelsior fut champion de provinciale et fut retour en promotion.
En 1935, de nouveau promotionnaire avec 46 points.
En 1949, vainqueur de la Coupe de la Province.
Le 24 avril 1951, le club obtient le titre de Société Royale.
De 1960 à 1970 survient une décennie glorieuse avec Léonce Dimanche.
En 1960, ce fut le grand chelem, l'Excelsior renaquit de ses cendres, le titre était enlevé après une saison sans défaite 56 points sur 60, goal-average 126-16(26 victoires et 4 nuls). De 1960-1970 suivent onze années consécutives en Promotion.
En 1971, commencèrent 5 ans de régression, l'équipe se retrouva en 1re Provinciale et connut beaucoup de difficultés pour ne pas tomber plus bas.
En 1975, petit à petit allait se constituer une équipe qui ouvrira à nouveau à l'Excelsior les portes de la Promotion. La cuvée 1975 remporte la Coupe devant la Jeunesse Arlonaise et un nouveau titre de Champion.
De 1976 à 1982, six nouvelles années en Promotion.
En 1983, l'équipe termine 8e avec 29 points.
En 1984, l'Excelsior en pleine restructuration avec Pierrot FRIOB va connaître des hauts et des bas pour terminer la saison avec 27 points et occuper une huitième place.
En 1985, l'équipe se stabilise, le championnat se déroulera sans histoire, Virton n'étant battu que deux fois à domicile, les supporters sont conquis et l'Excelsior termine 9e avec 30 points.

### Accession en Division 3 nationale
En 1986, le club accède pour la première fois à la Division 3 nationale avec 41 points et remporte également la Coupe de la Province.
Après Arlon et Bastogne, le Luxembourg a à nouveau un club en Division 3. L'Excelsior reste néanmoins un club aux moyens modestes, où il n'est pas question de se lancer dans les dépenses de luxe.
Qu'à cela ne tienne, la Coupe de Belgique s'annonce bien. Le F.C. Liège dut cravacher ferme pour se qualifier à Virton 0-2 dans les prolongations.
En 1987, l'Excelsior termine 12e de DIII avec 26 points.
En 1988, 14e de DIII avec 25 points.
En 1989, l'Excelsior commence un virage de vérité, la réalité de Division III, 16e avec 17 points entraînant le retour en promotion.
En 1990, place au réalisme, cette fois encore l'Excelsior peut endiguer les fuites, car la marmite est sous pression et l'équipe terminera 13e avec 24 points, juste à la limite du maintien.
En 1991, l'année précédente a servi de leçon, les dirigeants et l'entraîneur Monsieur SCHODACOVSKY, vont assurer une bonne équipe. Cette année l'Excelsior terminera 6e avec 32 points.
En 1992, l'histoire footballistique se répète, l'Excelsior connaît des moments difficiles avec ses joueurs. L'histoire se termine mal, à la 14e place avec 25 points l'Excelsior bascule en 1re Provinciale pour rejoindre la Jeunesse Arlonaise et le Sporting Athus.
En 1993, les bons derbies font revivre l'Excelsior et le club se refait une santé. Cette situation n'est pas le fruit du hasard car l'équipe est championne et fait son retour immédiat en Promotion avec 52 points sur 60.
En 1994, l'équipe prend forme et de l'assurance, le championnat est animé par de nouvelles règles de montée, chaque dizaine de matches détermine un vainqueur de tranche. Ce qui donne à chaque vainqueur une possibilité de se rencontrer une nouvelle fois en fin de championnat pour gratifier le finaliste champion par une montée à l'étage supérieur. L'Excelsior se classera 4e de Promotion D avec 35 points et participera au tour final pour la montée en Division III. Virton bat Eupen au 1er tour (0-1), mais sera éliminé au 2e tour par le Racing Jette (5-0).
En 1995, sous la direction de Rachid BELHOUT, diplômé également de l'U.R.B.S.F.A., Virton exulte, l'Excelsior est champion de Promotion D.
C'est le retour en Division III et la fierté de toute la province du Luxembourg et de la Gaume en particulier.
Le Gouverneur, Jacques PLANCHARD, Virtonais de cœur, recevra avec le Député ANDRE tout le staff et joueurs Virtonnais au Palais Provincial à Arlon. Quelques jours plus tard ce sera le Bourgmestre Pierre SCHARFF qui accueillera joueurs, entraîneurs et dirigeants à la Mairie Virtonaise.
En 1996, nouvelle loi du jeu, 1 victoire donne 3 points, un match nul 1 point. Ce retour en Division Nationale pèse sur les finances du club, il faut trouver de nouvelles ressources et de nouveaux moyens. Rachid BELHOUT parvient à maintenir l'Excelsior en Division III mais il faudra attendre le dernier match pour assurer le maintien.
En 1997, pour Virton, l'alarme est ressentie, la Division III est très difficile, l'Excelsior n'est pas redescendu, parfois non sans mal mais tout de même si Virton évolue en Troisième Nationale tout n'est pas encore parfait mais cela ne peut aller qu'en s'améliorant. Malheureusement ou heureusement l'éloignement de Virton des autres provinces va obliger l'Excelsior à se tourner vers la France, où on apprend que Michel Leflochmoan, entraîneur de Sedan, pourrait se rendre libre pour l'Excelsior. Les démarches sont faites et un accord est pris avec M. Leflochmoan et le président José Allard, l'Excelsior respire. La saison se prépare bien et Michel Leflochmoan de déclarer : « Je ne cache pas que j'ai éprouvé grand plaisir à retrouver la pelouse et le vrai contact avec ces joueurs…il y avait un manque évident qui est aujourd'hui comblé, et j'en suis le premier heureux ». L'Excelsior se classe 8e avec 41 points, vainqueur de la Coupe de la Province contre le Lorrain d'Arlon et Soulier d'Or de la Province pour Arnaud ANDRE, sacré meilleur buteur de Division III A (21 buts).
En 1998, le maintien sans stress, l'Excelsior fête son 75e anniversaire. 7e avec 42 points et comme buteurs principaux RODRIGUEZ (12) et ANDRE (10).
En 1999, départ de la « Tour Défensive » Jean-Marie Bruninx, retraite du buteur A. ANDRE et arrivée d'Henri BALENGA pour le remplacer. Un championnat sans problème. L'Excelsior se classe à nouveau 7e avec 46 points et remporte la coupe de la Province.
En 2000, c'est le départ de toute la ligne d'attaque vers les clubs du Grand-Duché du Luxembourg, plus rémunérateurs, et le club recrute dans les Divisions Provinciales. La 2e tranche échappe de peu à Virton mais l'Excelsior termine 8e avec 38 points. 11 buts pour Stéphane MARTINE et 8 pour Roland Saboga. Vainqueur de la Coupe de la Province contre la Jeunesse Arlonaise et Soulier d'Or pour Abdelatif Elabar.
En 2001 s'achèveront 6 années consécutives en Division 3 nationale et 9 années au total. Une 7e année consécutive est en bonne voie. L'équipe tourne bien. L'Excelsior reste le porte-drapeau de la Province et à l'aube de ce nouveau millénaire, l'Excelsior réussit l'exploit. Il devient le premier club de la province du Luxembourg à accéder à la Division 2 nationale.

### Accession en Division 2 nationale
En 2002, après un départ pénible avec 2 défaites consécutives, l'Excelsior gagne son premier match en D2 à domicile contre le RFC Liège et prend 13 points sur 18. Puis commence une période de « vaches maigres » sans victoire pendant 19 rencontres. Ensuite vient l'éclair dans la grisaille à la suite de la victoire à Malines et 17 points sur 21. L'Excelsior termine 11e avec 39 points.
En Coupe de Belgique, l'Excelsior Virton écrit une page de son histoire en accédant aux 8es de finales contre le Racing Club de Genk.
Au Fénix Stadion de Genk, les champions de Belgique en titre d'alors se sont imposés face à des Virtonnais qui auront pourtant tenu la dragée haute dans cette rencontre. Encouragés tout au long de la partie par près de 2 200 supporteurs, les Gaumais feront même douter les Limbourgeois le temps d'une période.
En 2003, Virton est désormais entraîné par Michel Renquin et termine 6e de la Division 2 avec 51 points.
En 2004, à la suite du départ surprise de Michel Renquin en début de saison, Jean Thissen, ex-international et ex-joueur du Standard de Liège, prend la direction de l'équipe. Prônant un jeu défensif s'adaptant au jeu de l'adversaire, Thissen réalisera une 1re moitié de championnat satisfaisante mais victime d'une 2e moitié de championnat catastrophique, Virton enregistre une baisse d'assistance à domicile.
Avec 54 buts encaissés, la défense virtonaise présente le plus mauvais bilan de ses quatre années en D2 (41 en 2002, 43 en 2003, 33 en 2004). Son attaque (43) fait mieux qu'en 2003 (37) et 2004 mais moins bien qu'en 2002 (47). En fin de saison, le buteur Emmanuel Coquelet est transféré en division 1 à Roulers.
En 2005, le contrat de Jean Thissen n'est pas renouvelé et c'est Olivier Brochard, du club français de Tours, qui le remplace. La saison s'annonce difficile vu les départs de Manu Coquelet et Michaël Wiggers. L'Excelsior se sauve de justesse en terminant 14e. L'attaque est une des plus faibles du championnat (27) tandis que la défense reste égale à elle-même (39). Le championnat est quelque peu contrarié par la mise en liquidation d'Heusden-Zolder. Enfin, le club enregistre une très nette baisse d'affluence à domicile.
En 2006, une page se tourne avec la fermeture de www.revirton.com, le site de supporters jusqu'alors le plus fréquenté. Une nouvelle équipe prend le relais et le site devient www.lexcel.be en espérant autant de succès que son prédécesseur. Le président José Allard démissionne de ses fonctions et Gérard Herbigniaux, patron de Sud-Telecom, le remplace. Sébastien Grandjean, ex-entraineur de la Jeunesse Arlonaise prend les commandes de l'équipe. Alors que les nouveaux dirigeants avaient des objectifs assez élevés, l'Excelsior termine la saison à la onzième place seulement (11 victoires, 8 nuls, 15 défaites - 38 buts marqués pour 55 encaissés).
Après une saison 2008-2009 de piètre qualité, l'équipe évite de justesse la relégation directe et se qualifie pour les barrages. Les Verts sont éliminés dès le premier tour contre Woluwe-Zaventem, un club de D3.
Après huit années passées en D2, l'Excelsior retourne en D3 pour la saison 2009-2010. Cette descente a bouleversé le noyau, une partie des titulaires sont partis tenter leur chance ailleurs, mais les supporters espèrent renouer rapidement avec la victoire, surtout après l'annonce du nouvel entraîneur, Michel Leflochmoan, qui revient au club, huit ans après l'avoir conduit en deuxième division.
En 2010, le club est repris par un nouveau président, Philippe Emond, avec l'objectif de retrouver une base et des finances plus saines.
Lors de la saison 2011-2012, l'Excelsior Virton termine la saison à la quatrième place, derrière Mouscron-Péruwelz, La Louvière-Centre et Audenarde. Qualifiés pour le tour final les Verts échouent au même stade que l'année précédente, au deuxième tour contre Audenarde (qui montera finalement en D2).
Durant l'entre-saison, le Président du club, Philippe Emond, décide de modifier l'écusson pour les 90 ans du club. Sur celui-ci, nous retrouvons les armoiries de la ville de Virton ainsi que les couleurs de la ville (rouge et vert). On peut également voir la date de création du club, qui rappelle que l'Excelsior Virton est un club ayant déjà une longue histoire.
Après une superbe saison 2012-2013, l'Excelsior Virton gagne le championnat D3b avec le meilleur attaquant de D3b, Renaud Emond. Ce dernier obtiendra un transfert vers Waasland Beveren. Virton accèdera pour la deuxième fois de son histoire à la division 2.
La saison 2015-2016 est marquée par la réforme du championnat belge. Seules 8 équipes sur 17 resteront en D2. Après avoir longtemps été dans la course, Virton acte sa descente en D3 devenue la division 1 amateur.
Fin 2016, le président Philippe Emond quitte ses fonctions. Son successeur n'arrivera qu'en 2018. Cette saison 2016-2017 est marquée par la volonté du club de remonter en D2. Le club échouera au tour final. De plus, Virton s'était vu refuser sa licence D1B, la faute à des finances trop instables.
Arrive alors la saison 2017-2018 et un exercice qui sera chahuté pour les Virtonais. Alors qu’ils espéraient à nouveau jouer les premiers rôles, les Gaumais loupent leur début de saison avec un piètre bilan de 2/24. Début octobre le conseil d’administration convoque la presse pour faire appel à un nouvel investisseur. La survie tant sportive que financière du club sera le fil rouge d’une saison très compliquée. En février, Frank Defays donne sa démission en tant qu'entraîneur et rejoint l'Excelsior Mouscron après plus de 6 ans de bons et loyaux services. Fidèle serviteur du club, c’est Samuel Petit qui est chargé de prendre en main la destinée de l’équipe pour mener à bien l’opération maintien. C’est au prix d’une fin de saison réussie que le maintien a été acquis. Sur le plan financier, une solution est trouvée pour apurer les dettes du club et lui permettre, le 7 mai 2018, de recevoir sa licence devant la Cour Belge d'Arbitrage pour le Sport (CBAS).
C’est l’homme d’affaires luxembourgeois Flavio Becca, déjà propriétaire du F91 Dudelange, qui reprend le club. Sur l’été un grand chantier est entrepris pour faire de Virton un club totalement professionnel. L’objectif étant de faire monter le club le plus vite possible en D1B. Pour ce faire, Flavio Becca confie le club à trois provinciaux : Frédéric Lamotte, ancien journaliste de TV Lux et président du BCCA Neufchâteau devient directeur opérationnel. Sébastien Grandjean, ancien entraîneur de Virton, Dudelange, La Louvière, … devient directeur sportif. Et enfin, Vincent Olimar, ancien de la maison devient directeur financier. Pour mener à bien la mission, un noyau de 32 éléments est confié à Marc Grosjean. L'ex stratège de l'Union Saint-Gilloise cède sa place dans le courant du mois d'octobre et c'est le flandrien David Gevaert qui lui succède. À la suite de mauvais résultats, Gevaert est remplacé en février 2019 par Samuel Petit. La situation ne s'améliorant toujours pas, le club annonce le départ de Sébastien Grandjean du poste de directeur opérationnel. Samuel Petit réussit à redresser la barque, qualifie le club pour les playoffs que Virton remporte au Lierse (0-4). Les Gaumais accèdent pour la première fois de leur histoire en Division 1B !

### Années 2020-2030
Alors que la saison saison 2019-2020 se termine avec une deuxième place, l'Excelsior se retrouve en fâcheuse posture avec des rumeurs de faillite.
En fin de saison 2019-2020, Virton se voit refuser tant la licence nécessaire pour évoluer en «D1 B» que celle obligatoire pour la « Nationale 1 » en amateurs. Alors que leur club se voit contraint de redescendre de deux étages jusqu'en D2 Amateur, les dirigeants gaumais contestent la décision de la fédération.
Ne recevant pas de garantie, ou disant ne pas en recevoir, de nombreux joueurs du noyau expriment leur mal-être et incertitudes dans la presse durant le mois de juin 2020. Début juillet, une « lettre ouverte » est envoyée à la fédération pour lui demander de l'aide. Une initiative qui ne reste pas sans réaction de la part du club qui déclare que « ses joueurs ne sont pas pris en otage mais que c'est le club lui-même qui est pris en otage ».
Fin juillet 2020, le club attend la fin des congés judiciaires et la réponse aux actions intentées. Concrètement, trois joueurs sont encore sous contrat. L'entame du championnat est fixée au week-end des 19 et 20 septembre 2020. Faute de joueurs, l'Excelsior ne peut se rendre à Couvin-Mariembourg-Fraire et déclare forfait.
Mi-octobre 2020, les compétitions non-professionnelles sont interrompues en raison du maintien ou du renforcement des restrictions liées à l'évolution de la Pandémie de Covid-19. Le nombre de forfaits est bloqué à 4 et les responsables gaumais gagnent du temps pour poursuivre leurs démarches juridiques.
L'Excelsior Virton connaît un automne 2020 plus positif, avec de premières victoires car la direction du club vert et blanc obtient gain de cause devant la CBAS. À la suite de cela, l'Excelsior entame une action devant la Cour d'Appel contre ses anciens joueurs. Le 23 septembre 2020, la Cour d'Appel casse l'arrêt rendu en juin précédent par l'Autorité Belge de la Concurrence (ABC), laquelle avait alors refusé la demande du club d'appliquer « des mesures provisoires ». Fort de ce jugement, le club réintroduit une requête devant l'Autorité Belge de la Concurrence qui se prononce le 20 novembre 2020. Le prononcé dit notamment: « (...) que les conditions d'octroi de la licence professionnelle ne respecte pas entièrement la législation en matière de libre concurrence (...) Et le club du Royal Excelsior Virton devrait recevoir la dite licence (...) » L'URBSFA publie rapidement communiqué qui dit, en substance, que « (...) l'organisme prend acte de la décision de l'ABC, laisse une légère réserve quant au respect des conditions d'octroi d'une licence, et en se refusant tout autre commentaire supplémentaire et plus précis, affirme vouloir collaborer pleinement à une enquête quant au respect des règles de la concurrence (...) »,,.
Le 20 janvier 2021, la presse fait état d'un recours déposé par la fédération de football. Apparemment sans en faire état dans le moindre communiqué, en décembre précédent, l'URBSFA s'est pourvue en cassation contre la décision de la Cour de Marchés du 23 septembre 2020. Le 12 avril 2021, la fédération accorde au club sa licence pour la Division 1B, toutefois après deux jours de réflexion, les dirigeants de l'Excelsior contestent des conditions posées par l'autorité fédérale,. C'est le 12 mai 2021 que le matricule 200 est totalement rassuré et, à son sens, réintégré dans ses pleins droits avec la certitude de pour voir évoluer au 2e niveau hiérarchique.
Rejouer en « D1B »: l'objectif des dirigeants est atteint, du moins administrativement parlant. Car sur le plan sportif, c'est tout une mécanique qu'il faut remettre en place pour relancer la « machine Excelsior Virton ». Au moment où, en mai 2021, la licence lui est définitivement accordée, le club ne possède plus qu'un Conseil d'administration et deux joueurs.
Le 22 juillet 2021 un communiqué officiel confirme que l'entité reste gérée par l'homme d'affaires Flavio Becca et par la société Promobe Finances. Le club confirme qu'une équipe sera sur le terrain pour la reprise du championnat de D1B.
Le 13 décembre, à la suite des mauvais résultats qui voient le club pointer en dernière position du classement, le club annonce le limogeage de l’entraîneur Christophe Grégoire pour le remplacer par Pablo Correa le 22 décembre. Le club finit malgré tout la saison dernier du classement mais se maintient en D1B sur tapis vert à la suite de la faillite du Royal Excel Mouscron.
Pour la saison 2022-2023, le club embauche Christian Bracconi comme entraîneur mais cela n'empèche pas le club de redescendre en Division 1 amateur en fin de saison.
En juin 2023, N’Golo Kanté, champion du monde avec l’équipe de France, annonce qu'il est le nouveau propriétaire du club.

## Anciens joueurs notables
Cette liste reprend les joueurs qui ont marqué l'histoire du Royal Excelsior Virton, soit par leur fidélité au club, soit par leur impact sur ses performances.
| - Renaud Emond - Thomas Meunier - Timothy Castagne - Karim Belhocine - Baptiste Valette - Michaël Wiggers - Daniel Gbaguidi - Hamed Diallo - Maël Lépicier - Cédric Bockhorni - Emmanuel Coquelet - Harlem Bison Gnohéré | - Daniel Gomez - Fabien Antunes - Moussa Koita - Mickaël Ménétrier - Thomas Phibel - Baptiste Schmisser - Jonathan Téhoué - Guy Blaise - Aurélien Joachim |

## Dénominations
- 13 avril 1923 : Excelsior Football Club Virton
- 21 juin 1945 : Excelsior Sporting Club Virton
- 11 juillet 1951 : Royal Excelsior Sporting Club Virton
- 15 juin 1995 : Royal Excelsior Virton

## Couleurs
- 14 avril 1922 : Vert - Blanc - Noir
- 9 juin 1923 : Vert - Blanc
- 1er juillet 1960 : Vert - Blanc - Rouge
- 1er juillet 1967 : Vert - Blanc
- 15 juin 1995 : Vert - Blanc - Vert

## Résultats dans les divisions nationales

### Palmarès
- 2 fois champion de Belgique de Division 3 en 2001 et 2013.
- 2 fois champion de Belgique de Promotion en 1986 et 1995.
- Champion de Division 1 amateur en 2019

### Trophées mineurs
- 6 fois vainqueur de la Coupe de la Province du Luxembourg : 1948, 1975, 1986, 1997, 1999, 2000

## Bilan
Statistiques mises à jour le 3 décembre 2024 (terme de la saison 2023-2024)
| Niv | Divisions     | Jouées | Titres | TM Up | TM Down |
| --- | ------------- | ------ | ------ | ----- | ------- |
| I   | 1re nationale | 0      | 0      |       |         |
| II  | 2e nationale  | 12     | 0      |       | 1       |
| III | 3e nationale  | 20     | 3      | 3     |         |
| IV  | 4e nationale  | 29     | 2      |       |         |
| V   | 5e nationale  | 0      | 0      |       |         |
|     |               |        |        |       |         |
|     | TOTAUX        | 61     | 5      | 3     | 1       |

- TM Up : test-match pour départager des égalités, ou toutes formes de Barrages ou de Tour final pour une montée éventuelle.
- TM Down : test-match pour départager des égalités, ou toutes formes de Barrages ou de Tour final pour le maintien.

## Classements
| Ordre               | Saison  | Nom du club            | Niveau                 | Classement final | Remarques                                                                            |
| ------------------- | ------- | ---------------------- | ---------------------- | ---------------- | ------------------------------------------------------------------------------------ |
| 1                   | 1927-28 | Excelsior Virton       | Promotion (D3) série B | 14e/14           | Relégué                                                                              |
| séries provinciales |         |                        |                        |                  |                                                                                      |
| 2                   | 1932-33 | Excelsior Virton       | Promotion (D3) série C | 13e/14           | Relégué                                                                              |
| séries provinciales |         |                        |                        |                  |                                                                                      |
| 3                   | 1935-36 | Excelsior Virton       | Promotion (D3) série A | 14e/14           | Relégué                                                                              |
| séries provinciales |         |                        |                        |                  |                                                                                      |
| 4                   | 1960-61 | R. Excelsior SC Virton | Promotion série A      | 12e/16           |                                                                                      |
| 5                   | 1961-62 | R. Excelsior SC Virton | Promotion série C      | 9e/16            |                                                                                      |
| 6                   | 1962-63 | R. Excelsior SC Virton | Promotion série B      | 4e/16            |                                                                                      |
| 7                   | 1963-64 | R. Excelsior SC Virton | Promotion série D      | 6e/16            |                                                                                      |
| 8                   | 1964-65 | R. Excelsior SC Virton | Promotion série A      | 6e/16            |                                                                                      |
| 9                   | 1965-66 | R. Excelsior SC Virton | Promotion série A      | 12e/16           |                                                                                      |
| 10                  | 1966-67 | R. Excelsior SC Virton | Promotion série D      | 10e/16           |                                                                                      |
| 11                  | 1967-68 | R. Excelsior SC Virton | Promotion série C      | 8e/16            |                                                                                      |
| 12                  | 1968-69 | R. Excelsior SC Virton | Promotion série D      | 12e/16           |                                                                                      |
| 13                  | 1969-70 | R. Excelsior SC Virton | Promotion série A      | 12e/16           |                                                                                      |
| 14                  | 1970-71 | R. Excelsior SC Virton | Promotion série A      | 15e/16           | Relégué                                                                              |
| séries provinciales |         |                        |                        |                  |                                                                                      |
| 15                  | 1975-76 | R. Excelsior SC Virton | Promotion série D      | 7e/16            |                                                                                      |
| 16                  | 1976-77 | R. Excelsior SC Virton | Promotion série D      | 9e/16            |                                                                                      |
| 17                  | 1977-78 | R. Excelsior SC Virton | Promotion série A      | 4e/16            |                                                                                      |
| 18                  | 1978-79 | R. Excelsior SC Virton | Promotion série D      | 5e/16            |                                                                                      |
| 19                  | 1979-80 | R. Excelsior SC Virton | Promotion série D      | 7e/16            |                                                                                      |
| 20                  | 1980-81 | R. Excelsior SC Virton | Promotion série C      | 10e/16           |                                                                                      |
| 21                  | 1981-82 | R. Excelsior SC Virton | Promotion série B      | 12e/16           |                                                                                      |
| 22                  | 1982-83 | R. Excelsior SC Virton | Promotion série C      | 8e/16            |                                                                                      |
| 23                  | 1983-84 | R. Excelsior SC Virton | Promotion série D      | 8e/16            |                                                                                      |
| 24                  | 1984-85 | R. Excelsior SC Virton | Promotion série D      | 11e/16           |                                                                                      |
| 25                  | 1985-86 | R. Excelsior SC Virton | Promotion série D      | 1er/16           | Champion et promu                                                                    |
| 26                  | 1986-87 | R. Excelsior SC Virton | Division 3 série A     | 12e/16           |                                                                                      |
| 27                  | 1987-88 | R. Excelsior SC Virton | Division 3 série A     | 14e/16           |                                                                                      |
| 28                  | 1988-89 | R. Excelsior SC Virton | Division 3 série B     | 16e/16           | Relégué                                                                              |
| 29                  | 1989-90 | R. Excelsior SC Virton | Promotion série D      | 13e/16           |                                                                                      |
| 30                  | 1990-91 | R. Excelsior SC Virton | Promotion série D      | 6e/16            |                                                                                      |
| 31                  | 1991-92 | R. Excelsior SC Virton | Promotion série D      | 14e/16           | Relégué                                                                              |
| séries provinciales |         |                        |                        |                  |                                                                                      |
| 32                  | 1993-94 | R. Excelsior SC Virton | Promotion série D      | 4e/16            |                                                                                      |
| 32                  | 1994-95 | R. Excelsior SC Virton | Promotion série D      | 1er/16           | Champion et promu                                                                    |
| 33                  | 1995-96 | R. Excelsior Virton    | Division 3 série A     | 13e/16           |                                                                                      |
| 34                  | 1996-97 | R. Excelsior Virton    | Division 3 série A     | 8e/16            |                                                                                      |
| 35                  | 1997-98 | R. Excelsior Virton    | Division 3 série A     | 7e/16            |                                                                                      |
| 36                  | 1998-99 | R. Excelsior Virton    | Division 3 série B     | 7e/16            |                                                                                      |
| 37                  | 1999-00 | R. Excelsior Virton    | Division 3 série B     | 8e/16            |                                                                                      |
| 38                  | 2000-01 | R. Excelsior Virton    | Division 3 série B     | 1er/16           | Champion et promu                                                                    |
| 39                  | 2001-02 | R. Excelsior Virton    | Division 2             | 11e/18           |                                                                                      |
| 40                  | 2002-03 | R. Excelsior Virton    | Division 2             | 12e/18           |                                                                                      |
| 41                  | 2003-04 | R. Excelsior Virton    | Division 2             | 6e/18            |                                                                                      |
| 42                  | 2004-05 | R. Excelsior Virton    | Division 2             | 12e/18           |                                                                                      |
| 43                  | 2005-06 | R. Excelsior Virton    | Division 2             | 14e/18           |                                                                                      |
| 44                  | 2006-07 | R. Excelsior Virton    | Division 2             | 11e/18           |                                                                                      |
| 45                  | 2007-08 | R. Excelsior Virton    | Division 2             | 6e/19            |                                                                                      |
| 46                  | 2008-09 | R. Excelsior Virton    | Division 2             | 16e/19           | Relégué après barrages                                                               |
| 47                  | 2009-10 | R. Excelsior Virton    | Division 3 série B     | 13e/18           |                                                                                      |
| 48                  | 2010-11 | R. Excelsior Virton    | Division 3 série B     | 2e/18            | Tour final                                                                           |
| 49                  | 2011-12 | R. Excelsior Virton    | Division 3 série B     | 4e/18            | Tour final                                                                           |
| 50                  | 2012-13 | R. Excelsior Virton    | Division 3 série B     | 1er/19           | Champion et promu                                                                    |
| 51                  | 2013-14 | R. Excelsior Virton    | Division 2             | 13e/18           |                                                                                      |
| 52                  | 2014-15 | R. Excelsior Virton    | Division 2             | 6e/18            |                                                                                      |
| 53                  | 2015-16 | R. Excelsior Virton    | Division 2             | 12e/17           | Relégué                                                                              |
| 54                  | 2016-17 | R. Excelsior Virton    | Division 1 Amateur     | 3e/16            | Play-offs                                                                            |
| 55                  | 2017-18 | R. Excelsior Virton    | Division 1 Amateur     | 10e/16           |                                                                                      |
| 56                  | 2018-19 | R. Excelsior Virton    | Division 1 Amateur     | 3e/16            | Champion et promu après tour final                                                   |
| 57                  | 2019-20 | R. Excelsior Virton    | Division 1B            | 2e/8             | Relégué                                                                              |
| 58                  | 2020-21 | R. Excelsior Virton    | Nationale 2 ACFF       | N/A              | Ne participe pas à la saison et obtient la réintégration en « D1B » en fin de saison |
| 59                  | 2021-22 | R. Excelsior Virton    | Division 1B            | 8e/8             | Sauvé de la relégation grâce à la descente de Mouscron                               |
| 60                  | 2022-23 | R. Excelsior Virton    | Division 1B            | 12e/12           | Relégué                                                                              |
| 61                  | 2023-24 | R. Excelsior Virton    | Nationale 1 Amateur    | 10e/18           |                                                                                      |
| 62                  | 2024-25 | R. Excelsior Virton    | Nationale 1 ACFF       | 4e/12            |                                                                                      |